# جرج چوالو
جرج چوالو (به انگلیسی: George Chuvalo) (زاده ۱۲ سپتامبر ۱۹۳۷) قهرمان سابق بوکس حرفه‌ای کانادایی است. او پنج نوبت قهرمان سنگین وزن کانادا و دو بار عنوان سنگین وزن جهان را از آن خود کرد.
او دو بار برای عنوان قهرمانی جهان مبارزه کرد و یکبار در یک شکست بحث‌برانگیز امتیازی در مقابل ارین ترل آن را از دست داد و بار دیگر در مبارزه اول خود را با محمد علی کلی.